# Zelénino
Zelénino (en rus: Зеленино) és un poble del krai de Krasnoiarsk, a Rússia, segons el cens del 2017 tenia 14 habitants. Pertany al districte municipal d'Aguínskoie.